# Ave Maria - En Plein Air
(Tarja descrive Ave Maria - En Plein Air, durante un'intervista per Winter Storm Slovakia)
Ave Maria - En Plein Air è il quinto album in studio del soprano finlandese Tarja, nonché il primo album dell'artista ad essere completamente incentrato sulla musica classica e privo di elementi metal. L'album consiste in una raccolta di versioni dell'Ave Maria composte da diversi musicisti, più un'ultima traccia composta da Tarja stessa. La prima traccia dell'album, l'Ave Maria di Paolo Tosti, è stata pubblicata sul canale YouTube della Earmusic, in forma di un semplice videoclip, il 13 agosto 2015.

## Tracce
1. Ave Maria – 3:51 (Paolo Tosti)
2. Ave Maria – 3:00 (Axel von Kothen)
3. Ave Maria – 3:45 (David Popper)
4. Ave Maria – 4:27 (Camille Saint-Saëns)
5. Ave Maria – 5:13 (Astor Piazzolla)
6. Ave Maria – 2:46 (Johann Sebastian Bach, Charles Gounod)
7. Ave Maria – 3:29 (Pietro Mascagni)
8. Ave Maria – 2:16 (Ferenc Farkas)
9. Ave Maria – 4:12 (Giulio Caccini)
10. Ave Maria – 3:21 (Michael Hoppé)
11. Ave Maria – 3:28 (Charles-Marie Widor)
12. Ave Maria – 5:11 (Tarja Turunen)

Bonus track per iTunes
1. Ave Maria Stella – 2:47 (Edvard Grieg)

## Formazione
- Tarja Turunen - voce
- Kalevi Kiviniemi - organo[1]
- Marius Järvi - violoncello[1]
- Kirsi Kiviharju - arpa[1]

## Classifiche
| Classifica (2015) | Posizione massima |
| ----------------- | ----------------- |
| Belgio (Fiandre)  | 165               |
| Belgio (Vallonia) | 159               |
| Finlandia         | 31                |